# Opicinus de Canistris

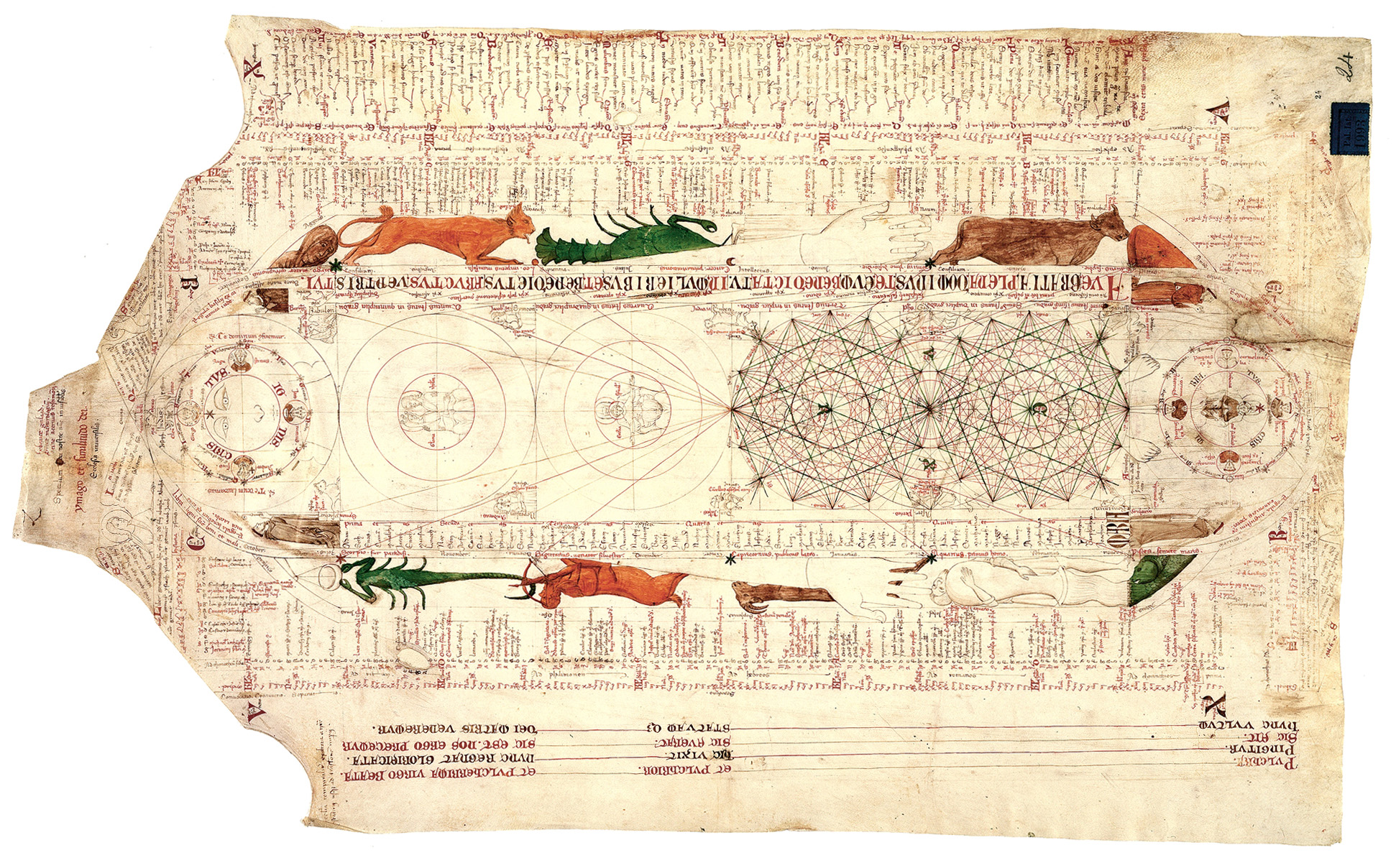
Diagrama con símbolos zodiacales, folio 24r. Aviñón, Francia, 1335–50. Biblioteca Apostólica Vaticana, Pal. Lat. 1993.

Opicinus de Canistris (1296-c. 1353), también conocido como Anonymous Ticinensis, fue un sacerdote, escritor, místico y cartógrafo italiano que generó una serie de escritos inusuales y diagramas cosmológicos fantásticos. Originalmente autobiográficos, proporcionan la mayoría de la información sobre su vida. Cuando sus obras fueron redescubiertas a principios del siglo XX, los estudiosos las consideraron de carácter "psicótico", debido a sus reflexiones teológicas extraordinarias y diagramas esquemáticos. Los méritos de esta interpretación psicoanalítica, sin embargo, son actualmente objeto de debate.

## Biografía

### Norte de Italia (1296-1329)
Opicinus nació el 24 de diciembre de 1296 en Lomello, cerca de Pavía, Italia. Su familia, que era bien conocida en Pavía, apoyó activamente los güelfos contra los gibelinos.
Fue a la escuela desde los seis años. Luego estudió artes liberales y progresivamente recibió una formación enciclopédica ecléctica. Desde muy temprana edad se interesó por el dibujo. Tuvo varios empleos temporales para ayudar materialmente a su familia.
La toma de Pavía por los gibelinos el 8 de octubre de 1315 obligó a la familia de Canistris a exiliarse a Génova durante tres años. Opicinus se distanció entonces de la parte güelfista de su familia, especialmente a raíz de la muerte de su padre y uno de sus hermanos menores.
En Génova estudió teología y la Biblia con mayor profundidad y desarrolló su talento para el dibujo. Durante este periodo fue capaz de ver el primer "mapa marítimo" (erróneamente conocidos como "portulanos"). Cuando regresó a Pavía en 1318 estudió para ser sacerdote y desde 1319 elaboró tratados religiosos. Fue ordenado en Parma el 27 de febrero de 1320 y en 1323 obtuvo una parroquia modesta en Pavía (Santa Maria Capella).
Entre 1325 y 1328 cometió un delito simoníaco y fue excomulgado por el obispo de Pavía. Huyó y vagó durante varios meses, viviendo de la mendicidad.

### Aviñón (1329 – circa 1353)
Cuando llegó a Aviñón en abril de 1329, donde se encontraba la corte papal, Opicinus recuperó su fuerza y una vez más persiguió sus ambiciones. El papa Juan XXII reparó en él y escribió varios tratados, entre ellos dos de carácter oportunista (De preeminentia spiritualis imperii y De laudibus).
Obtuvo un puesto de escribano en la Penitenciaría apostólica el 4 de diciembre de 1330. Sin embargo, poco después, fue encontrado por los que le habían estado persiguiendo desde los acontecimientos en Pavía. Una demanda fue presentada contra él ante la Rota. Poco se sabe acerca de la demanda, como en sus escritos, Opicinus es bastante vago acerca de su naturaleza. El 24 de enero de 1337 ganó su juicio ante la Rota.

### Enfermedad y visiones

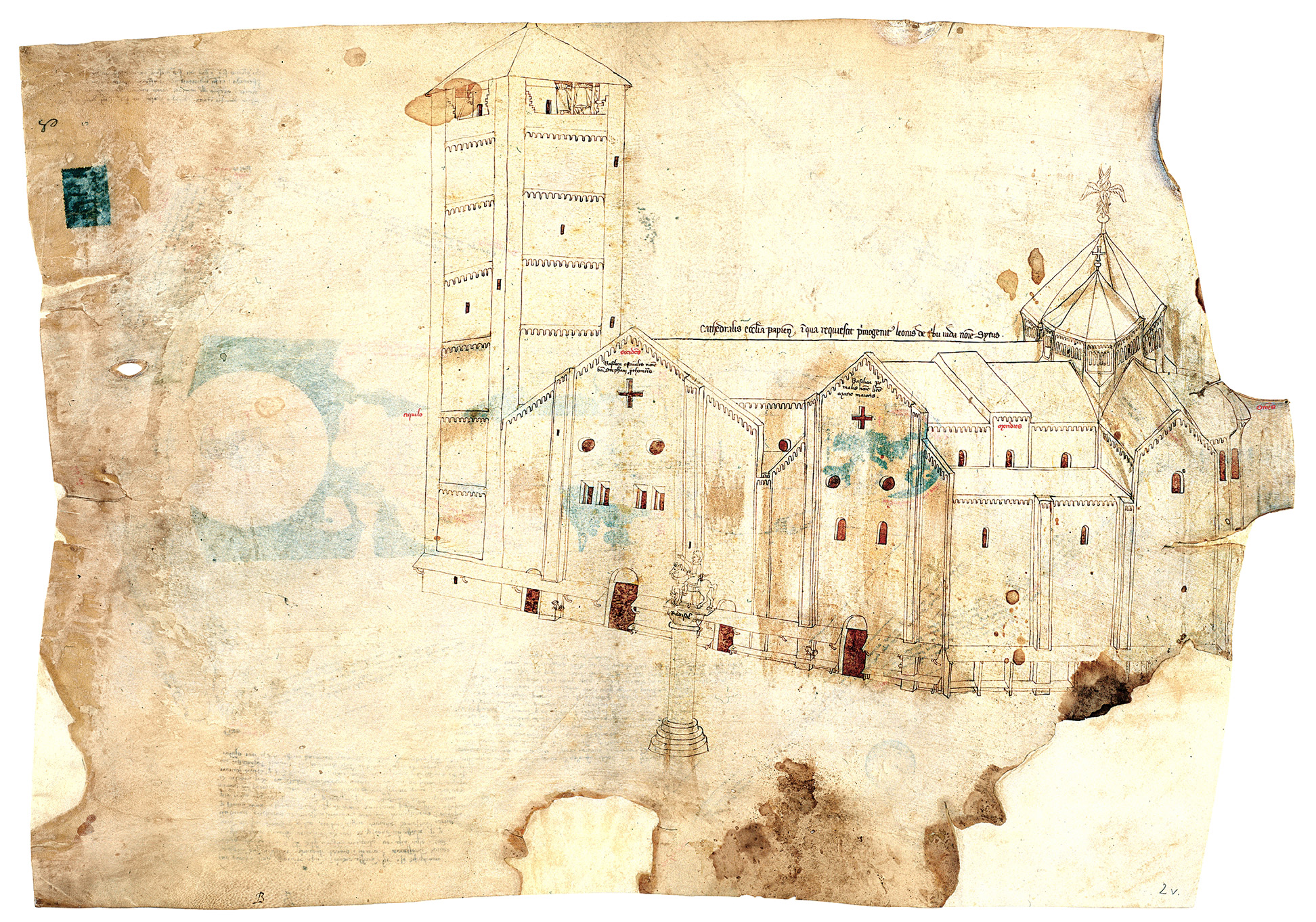
Catedral de Pavía. Aviñón, Francia; 1335–50. Biblioteca Apostólica Vaticana, Pal. Lat. 1993.

El 31 de marzo de 1334 Opicinus sufrió una grave enfermedad por la que estuvo en estado de coma durante casi dos semanas. Cuando se recuperó, descubrió que gran parte de su memoria había desaparecido, que no podía hablar y que su mano derecha era inútil. Escribió,

El 31 de marzo 1334 caí enfermo. Recibí los sacramentos y estuve cerca de la muerte durante el primer tercio del mes de abril. Cuando volví en mí encontré que mis miembros habían dejado de funcionar... Había olvidado todo y ni siquiera podía recordar cómo era el mundo fuera de nuestro dormitorio... Debido a las consecuencias de la enfermedad quedé mudo, mi mano derecha quedó incapacitada y había perdido de una manera milagrosa una gran parte de mi memoria literal.

En última instancia, Opicinus recuperó su memoria, el habla y alguna función en su mano. Atribuyó esta curación a una visión que experimentó el 15 de agosto (casualmente la fecha de la festividad de la Asunción de la Virgen).

En la noche del 15 de agosto tuve un sueño de la Virgen con el Niño en su regazo... y a través de sus méritos me devolvió no la littera (conocimiento) sino un doble espíritu. Desde el 1 de febrero de 1335 comencé a retirarme, poco a poco, del trabajo en nuestra oficina debido a la debilidad de mi mano.

Opicinus creía que su enfermedad era el resultado de pecados ocultos que habían corrompido su cuerpo. Sin embargo, interpretó su recuperación como un don espiritual que le permitió revelar la verdad espiritual.

En un trabajo espiritual, sin embargo, esta misma mano resultó ser más fuerte que antes: desde entonces ha dibujado todas estas imágenes sin ningún tipo de ayuda humana. En la actualidad mi conocimiento literal perdido es sustituido por conocimiento espiritual; mi mano derecha es débil en el trabajo mundano, pero fuerte en los esfuerzos espirituales.

Las "imágenes" que refiere son unas series complejas de mapas y diagramas esquemáticos en dos manuscritos actualmente albergados en la biblioteca del Vaticano, Palatinus 1993 y Vaticanus 6435. Para Opicinus, estos dibujos eran un medio con el que trazar las realidades espirituales que creía constituían las bases del mundo físico.
Muchos estudiosos han interpretado la enfermedad de Opicinus como psicosomática, específicamente el producto de la esquizofrenia. Sin embargo, cualquier sintomatología que pueda ser extraída de los abstrusos escritos de Opicinus parece sugerir que sufrió un derrame cerebral además de posibles episodios psicóticos.
Murió en Aviñón alrededor de 1353.

## Obras

### Escritos con anterioridad a 1334
Estos son tratados sin dibujos y conocidos por escritores amigos. Solo De preeminentia spiritualis imperii y De laudibus Papie han sobrevivido hasta la fecha en forma de copias. Su contenido es clásico.
- 1319: Liber metricus de parabolis Christi
- 1320: De decalogo mandatorum
- 1322: tratados religiosos
- 1324: Libellus dominice Passionis secundum concordantiam IIII evangelistarum
- 1329: De paupertate Christi, De virtutibus Christi, Lamentationes virginis Marie, De preeminentia spiritualis imperii
- 1330: Tractatus dominice orationis, Libellus confessionis, De laudibus Papie
- 1331: Tabula ecclesiastice hierarchie
- 1332: De septiloquio virginis Marie
- 1333: De promotionibus virginis Marie

### Obra después de 1334
Opicinus es mejor conocido por los dos manuscritos que creó a raíz de su enfermedad, "BAV, Pal. lat. 1993" y "BAV, Vat. lat. 6435". Estos dos manuscritos contienen una variedad de dibujos y escritos autobiográficos que trazan la vida y la enfermedad de Opicinus.

#### ManuscritoVaticanus latinus6435
Opicinus escribió el Vaticanus latinus entre junio y noviembre de 1337, insertando con posterioridad addita (la última en diciembre de 1352). Este manuscrito, que sólo fue identificado en la víspera de la Segunda Guerra Mundial, fue recientemente publicado por completo y traducido por la medievalista Muriel Laharie, además de objeto de varios estudios realizados por el psiquiatra Guy Roux - una colaboración multidisciplinar esencial para examinar esta singular obra.
El Vaticanus se presenta en forma de un códice en papel de 87 folios, con solo texto escrito en la primera mitad y texto y dibujos (a menudo mapas) en la segunda. Es un documento muy denso.
Este códice es similar a un diario escrito en orden cronológico. Sin embargo, su contenido polimorfo difícil de descifrar da testimonio de la cultura enciclopédica de su autor. Opicinus utiliza todo su conocimiento para construir una identidad cósmica que aparece en numerosas formas; él es Dios, el Sol, el Papa, Europa, Aviñón, etc. Su mapas antropomórficos en color de la zona mediterránea, precisos y curiosamente organizados, ilustran personajes "buenos" y "malos" y animales en los que se proyecta a sí mismo y a sus enemigos. El uso de símbolos, su gusto por disimular y manipular (palabras, números, espacio), y su atracción por lo obsceno y escatológico son omnipresentes y se relacionan fuertemente con temas similares que se encuentran ampliamente en la cultura medieval.

#### ManuscritoPalatinus latinus1993
Opicinus comenzó el Palatinus latinus en 1336, como una secuela del Vaticano. Identificado en 1913 (por lo tanto, antes que el códice), este manuscrito fue objeto de un estudio realizado por Richard Salomon en 1939, con una edición parcial del documento y comentarios.
Con 52 grandes dibujos a color sobre pergamino (a menudo usado por ambos lados) y cubierto con notas, Palatinus utilizó y desarrolló las ideas del pecado y de la conciencia expresadas en Vaticanus, pero depende mucho menos de un formato cartográfico. Los dibujos son sumamente esquemáticos, usando figuras humanas cubiertas de círculos y elipses. Opicinus también incluyó una gran cantidad de citas bíblicas, calendarios, cartas astrales e imaginería médica.